# ブルンジ・フラン
ブルンジ・フラン（フランス語:franc burundais、英語:Burundian franc）は現在ブルンジ共和国で流通している通貨。補助通貨としてサンチームがあったがブルンジ政府が通貨を発行するようになってからサンチーム硬貨は作られておらず、国内にベルギー領コンゴ・フランが流通していたときに発行されたのみである。2024年10月2日14時時点での為替レートは1円=約20.3ブルンジフラン。ISO 4217コードはBIF。

## 歴史
ブルンジ国内でフラン通貨が使用されるようになったのは第一次世界大戦後で、ドイツ領東アフリカがベルギーに占領され流通する通貨がドイツ領東アフリカ・ルピーからベルギー領コンゴ・フランに切り替わったことにはじまる。ブルンジでは1960年までベルギー領コンゴ・フランが使われていたが、1960年からルワンダ・ブルンジ・フランが使用されるようになり1964年からはルワンダとは別にブルンジ独自のブルンジ・フランが流通するようになった。
現在は周辺のケニアやタンザニアといった東アフリカ共同体諸国で東アフリカ・シリングという単一通貨を導入しようという動きがある。

## 硬貨
硬貨は1965年にブルンジ王国銀行が真鍮貨の1フラン硬貨を発行し、1968年からは共和制移行に伴いブルンジ共和国銀行が1フランと5フランのアルミニウム貨、10フランの白銅貨を採用している。1976年からは1フラン硬貨と5フラン硬貨に国の紋章をあしらった新しいデザインのものが発行された。

## 紙幣
最初のブルンジ・フランの紙幣は1964年にルワンダ＆ブルンジ・エミッション銀行により5フラン札、10フラン札、20フラン札、50フラン札、100フラン札、500フラン札、1000フラン札の7種類が発行され、それぞれにブルンジ国内で流通するものとして「Burundi」の文字が表面に印刷されていた。これに続いて同年から翌1965年にかけてブルンジ王国銀行より同額面の紙幣が発行されている。
1966年からは20フラン札以上の紙幣に関しては発行元がブルンジ共和国銀行となり、1968年には5フラン札と10フラン札が硬貨に切り替えられた。2001年には2000フラン札、2004年には10000フラン札が導入され、10000フラン札の裏面には写真家ケリー・ファジャックにより撮られたブルンジの子供達の画が使われている。